# Moritz Fürst
Moritz Fürst (* 14. Februar 1865 in Hamburg; † 28. Oktober 1942 in Mariannhill-Pinetown, heute Provinz KwaZulu-Natal, Südafrika) war ein Dermato-Venerologe und Urologe.

## Leben
Fürst stammte aus einer Hamburger jüdischen Familie. 1895 heiratete er in Potsdam Elsbeth Wiener. Aus dieser Ehe gingen zwei Kinder hervor, ein Sohn und eine Tochter.

### Ausbildung und Beruf
Nach dem Besuch des Christianeums in Altona studierte Moritz Fürst in Marburg, Kiel, München und Jena Medizin. In Jena wurde er im November 1889 am Physiologischen Institut bei Wilhelm Biedermann (1854–1929) promoviert. Seine Approbation erhielt er im Juli 1890, während dieser Zeit war er bis zum Beginn seines Militärdienstes unter Vieradt an der Universitätsklinik Jena tätig. Seinen dreijährigen Militärdienst absolvierte er 1891–93 als Sanitätsoffizier und wurde 1905 zum Stabsarzt der Reserve befördert. 1893 ging er zurück nach Hamburg, wo er bis zum September 1896 als Assistenzarzt im AK St. Georg in der Abteilung für Dermatologie und Venerologie unter dem Oberarzt Engel-Reimers (1837–1906) arbeitete. Durch die fachliche Ausrichtung von Engel-Reimers lag der Schwerpunkt der Abteilung auf der Venerologie. In dieser Zeit erwarb Moritz Fürst auch die Qualifikation eines Facharztes für Haut- und Harnleiden.
Im Juli 1900 bestand Fürst die Physikatsprüfung und war seit 1904 stellvertretender Untersuchungsarzt der Hamburger Polizeibehörde. Ab Juni 1905 war der vor 1900 mit eigener Praxis niedergelassene Arzt beim Medizinalkolleg der Hansestadt Hamburg angestellt, erst als Assistenzarzt und ab Oktober 1907 als Schularzt. Das Amt wurde durch eine Wahl auf sechs Jahre vergeben und im September 1913 wurde er ein zweites Mal gewählt. In Hamburg war er auch Mitglied einer Freimaurerloge geworden.
Nach der Machtergreifung der Nationalsozialisten im Januar 1933 war seine Praxis stark rückläufig. Die antijüdischen Gesetze und Erlasse schlossen ihn aus den Krankenkassen aus und seine nichtjüdischen Patienten blieben aus. Seine Praxis am Rathausmarkt führte er noch bis 1938, bevor er diese aufgeben musste und im September 1938 seine Approbation aufgehoben wurde.

### Emigration
Im Mai 1939 wanderte Fürst zusammen mit seiner Frau über die Niederlande nach Südafrika aus. Er ließ sich in der Nähe von Durban in der Provinz Natal nieder. Seine Frau und er waren finanziell von der Unterstützung der beiden Kinder abhängig, die bereits früher nach Südafrika emigriert waren.

## Schriften (Auswahl)
- Der Arzt, Seine Stellung und seine Aufgaben im Kulturleben der Gegenwart. Ein Leitfaden der Sozialen Medizin. Leipzig 1909.
- Die gesunde Wohnung und ihre sachgemäße Benutzung. Leipzig 1919.
- Handbuch der sozialen Medizin Band 1. Stellung und Aufgaben des Arztes in der öffentlichen Armenpflege. Jena 1903. (online)
- Kritische Betrachtungen über den Nährwerth der sogenannten Kindermehle. Hamburg 1890.
- mit E. Pfeiffer (Hrsg.): Schulhygienisches Taschenbuch. Hamburg/Leipzig 1907.
- Stellung und Aufgaben des Arztes in der öffentlichen Armenpflege. (= Handbuch der sozialen Medizin. Band 1). Jena 1903.
- Über den Tod durch giftige Gase. Berlin-Südende/Leipzig 1901.
- Über die Ätiologie und die Prophylaxe der Leprakrankheit. Wiesbaden/Leipzig 1901.
- Zur Physiologie der glatten Muskel. In: Archiv für die gesamte Physiologie des Menschen und der Tiere. 46, Nr. 1, 1890, S. 367–382. (zugleich Dissertation)